# Эгге, Петер
Петер Эгге (норв. Peter Egge; 1 апреля 1869, Тронхейм —  17 июля 1959, Осло) — норвежский драматург, писатель
, журналист. Представитель неореализма начала XX века.

## Биография
Петер Эгге родился в большой семье. У его родителей было девять детей и Петер был вторым ребёнком. Но семья жила стеснённо и испытывала мало финансовые трудности. Учился в Трондхеймской соборной школе, которую закончил в 1887, но был вынужден бросить дальнейшую учёбу из-за финансовых проблем. Работал клерком, моряком, занимался журналистикой в газете Dagsposten в Тронхейме. Позже делил своё время между журналистикой и литературным творчеством.
Совместно с Арне Дюбфестом попытался основать в Тронхейме анархистский журнал «Den nye Tid». В 1897 году женился и переехал в Кристианию.
В 1913—1916 и 1935 годах занимал пост председателя Союза норвежских писателей (Den Norske Forfatterforening). В 1920 и 1929 годах — председатель литературно-консультативного комитета.

## Творчество
Первые рассказы Петера Эгге были напечатаны около 1887 года.
Дебютировал в 1891 году повестью «Almue» («Пролетариат»). Часто писал комедии, жанр, в котором он был особенно успешен. Свою деятельность в качестве комедиографа начал в 1897 г. с «Faddergavena» («Подарок на крещение»).
Эгге также написал такие пьесы, как «Kjærlighed og Venskab» («Любовь и дружба», 1904). Добился большого успеха благодаря бытовому роману «Hjertet» («Сердце», 1907). С начала 1920-х годов Эгге стал отходить от образа создателя комедий и романтических повестей. «Святое море», опубликованное в 1922 году, ознаменовало его метаморфозу из писателя-романтика в писателя-неореалиста. Его стиль стал более описательным.
Он также автор пьесы «Narren» («Глупый», 1917).) и романа «Inde i fjordene» («В глубине фьордов», 1920). Его главная работа, роман «Hansine Solstad» (1925), также принесла ему международную известность. В своих рассказах, повестях и романах реалистично представил пострадавших от общества людей и жизнь норвежских крестьян в тяжелой и упорной борьбе с суровой природой Норвегии.
В 1916 году ему была присуждена норвежская литературная стипендия.

## Память
- Его именем названа площадь в Тронхейме и улица в Стейнхьере.